# Sprimont
Pour les articles homonymes, voir Sprimont (homonymie).
Sprimont (en wallon Sprumont) est une commune francophone de Belgique située en Région wallonne dans la province de Liège, ainsi qu'une localité où siège son administration.
La commune compte plus de 15 000 habitants pour une superficie de 74,28 km2.

## Géographie

### Géographie de la commune
La commune occupe la majorité du plateau situé en Condroz oriental entre les vallées de la Vesdre (nord), de l'Ourthe (ouest), de l'Amblève (sud) et de la Hoëgne (est). Ce relief condrusien se compose de lignes de crête appelées tiges (présence de châteaux d'eau) et de creux appelés chavées toujours orientés ouest-est.

### Communes limitrophes
| Esneux           | Chaudfontaine - Trooz |                 |
|                  | Sprimont              | Pepinster Theux |
| Comblain-au-Pont | Aywaille              |                 |

Au nord-est de la commune se trouve le Vallon des Chantoirs qui fait partie de la région calcaire de la Calestienne. Les hameaux d'Adzeux et Hotchamps en font partie.
Sprimont a même une petite partie de son territoire en Ardenne. Il s'agit des bois situés à l'est d'Adzeux. Le site des Apparitions de Banneux se trouve aussi à la limite de l'Ardenne.
Quelques ruisseaux coulent dans la commune comme la Haze qui prend sa source au sud de Dolembreux ou encore le Ry de Mosbeux qui arrose le pied de la côte des Forges.
Sprimont est, dans le sens horlogique, voisin des communes de Chaudfontaine (Beaufays) et de Trooz qui se situent au nord, de Pepinster et Theux à l'est, d'Aywaille au sud et enfin de Comblain-au-Pont et d'Esneux à l'ouest.
Sprimont fait partie du Groupement Régional Économique des vallées de l'Ourthe, de la Vesdre et de l'Amblève (GREOVA) ainsi que de la maison du tourisme du Pays d'Ourthe-Amblève.

## Sections de commune
| # | Nom             | Superf. (km²) | Habitants (2020) | Habitants par km² | Code INS |
| - | --------------- | ------------- | ---------------- | ----------------- | -------- |
| 1 | Sprimont        | 26,99         | 6.268            | 232               | 62100A   |
| 2 | Louveigné       | 21,64         | 4.305            | 199               | 62100B   |
| 3 | Rouvreux        | 8,33          | 1.786            | 214               | 62100C   |
| 4 | Dolembreux      | 10,55         | 1.617            | 153               | 62100D   |
| 5 | Gomzé-Andoumont | 7,02          | 933              | 133               | 62100E   |

La commune compte 29 villages ou hameaux : Andoumont, Adzeux, Banneux, Betgné, Blindef, Chanxhe, Cornemont, Damré, Dolembreux, Fays, Florzé, Fraiture, Gomzé, Hautgné, Hayen, Hotchamps, Les Forges, Le Hornay, Lillé, Lincé, Louveigné, Noidré, Ogné, Presseux, Rivage, Rouvreux, Sendrogne, Sprimont et Stinval.

### Description du village

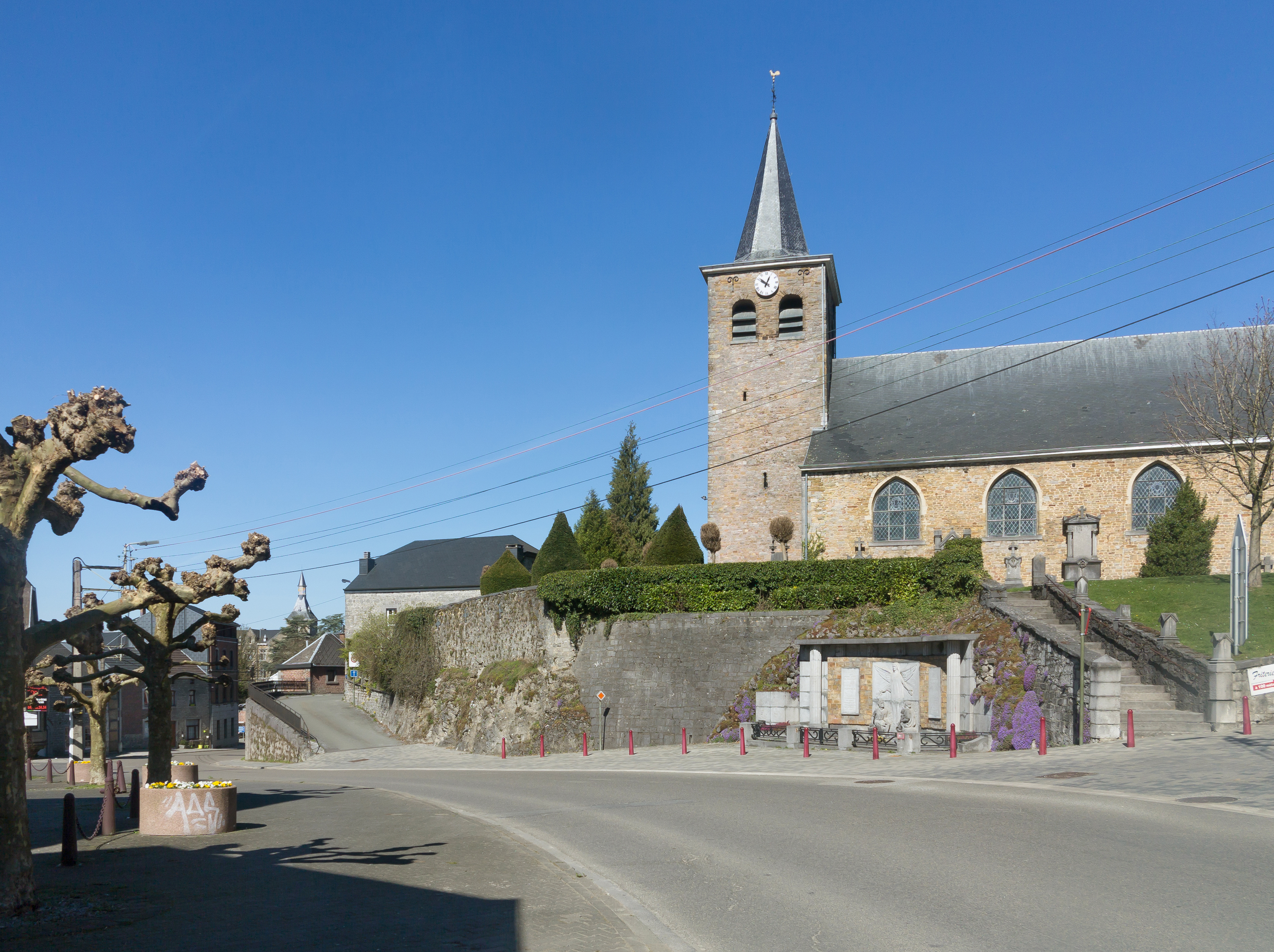
L'église Saint-Martin de Sprimont.

Le village de Sprimont est un bourg important s'étendant le long de la N.30 Liège-Bastogne (rue du Centre) depuis son croisement avec la N.637 Louveigné-Chanxhe. Il s'accroche au versant sud du vallon appelé à cet endroit Fond Leval. Cette vallée sèche parsemée de carrières se poursuit à l'ouest vers Chanxhe et la vallée de l'Ourthe. Sur le versant opposé, se trouvent les hameaux de Hornay, Ogné et Noidré. Le centre de Sprimont se trouve à deux kilomètres de la sortie 45 de l'autoroute E25.
Sprimont est la cité du petit granit et doit sa renommée à cette pierre calcaire de qualité. Le Musée de la Pierre en détaille les différents stades de son exploitation. Les Sprimontois sont d'ailleurs souvent surnommés « les Carriers » ; en 1878, Mathieu Franck y fonde la firme « Société anonyme des Carrières de Sprimont, Ourthe et Amblève ». Quant au Chemin de fer de Sprimont (C.F.S.), il retrace l'historique du transport ferroviaire dans les carrières. Il est établi sur une partie de l'assiette de l'ancienne ligne vicinale Poulseur - Sprimont - Trooz.
Le village de Sprimont a aussi été un centre actif comprenant de nombreux commerces et services, qui a souffert de la création de nouveaux regroupements de commerces en dehors du village (développement du zoning commercial des Trixhes Makar et de la Haie des Chênes notamment) où l'activité se concentre désormais.
Son église dédiée à saint Martin est construite en grès et entourée d'un muret en pierre calcaire.

## Démographie

### Démographie: Avant la fusion des communes
- Source:INS - recensements population
- 1880: Scission de Dolembreux en 1879
- 1890: Scission de Rouvreux en 1886

### Démographie: Commune fusionnée
En tenant compte des anciennes communes entraînées dans la fusion de communes de 1977, on peut dresser l'évolution suivante :
Les chiffres des années 1831 à 1970 tiennent compte des chiffres des anciennes communes fusionnées.
- Source: DGS , de 1831 à 1981=recensements population; à partir de 1990 = nombre d'habitants chaque 1 janvier[3]

## Histoire

### Préhistoire
En rive droite de la vallée de l'Amblève se trouve la grotte de Belle-Roche, le plus ancien lieu connu d'occupation humaine du Benelux (environ 500 000 ans). Des outils, essentiellement en silex témoignent d'une présence humaine.
La grotte du Halleux ou grotte de la Traweye Rotche, elle aussi en rive droite de l'Amblève, a été fouillée anciennement, et plus récemment en 1981-1982 par l'équipe de Michel Toussaint, a livré quelques outils atypiques datés du Paléolithique supérieur ancien, pendant l'oscillation froide de Tursac/Les Wartons (entre environ 26 500 et 24 500 ans AP, époque du Gravettien).

### Moyen Âge
Dès le Moyen Âge, la seigneurie de Sprimont était une des 7 seigneuries d'au-delà des Bois, relevant du duché de Limbourg, enclave dans la Principauté de Liège.

### Temps modernes
La bataille de Sprimont se déroula le 18 septembre 1794. Elle opposa les troupes républicaines françaises aux troupes impériales autrichiennes. Elle consacra l'occupation du territoire de l'actuelle Belgique par la République française. La côte de La Redoute lui doit son nom.

### XXesiècle
Le 6 août 1914, les 73e et 74e RI de l'armée impériale allemande passèrent 40 civils par les armes et détruisirent 60 maisons à Lincé, lors des Atrocités allemandes commises au début de l'invasion. Le général allemand Karl Ulrich Von Bülow se suicide aux abords du château de Lincé, le 6 août 1914. Il est le premier général tué lors de la Première Guerre mondiale.
Le 7 août 1914, à Louveigné, le 73e RI de l'armée impériale allemande passa par les armes 28 civils et détruisit 77 maisons.
À la fin de la Seconde Guerre mondiale, Sprimont est libéré par les américains le 9 septembre 1944. Depuis la colline de Septroux, les canons allemands bombardent le centre de Sprimont, visant les chars américains ; un obus percute la boulangerie Remacle avant d'éclater dans la foule et de blesser plusieurs enfants, dont Joseph Abinet qui meurt sur le coup, il avait 12 ans. Joseph Balthazart est tué rue Chapuis, Élise Chaboteau est tuée devant la maison Dachouffe de la rue du Centre, Marie Parmentier-Dehoux est fauchée et tuée par un shrapnel chez elle, au Fond Leval. Godefroid Defays est retrouvé blessé rue du Centre ; il est transporté en vain dans un hôpital militaire.
La commune est connue pour son industrie de l'extraction et taille de la pierre (« pierre bleue » ou « petit granit »). Le témoignage de cette activité industrielle est toujours visible au Musée de la Pierre, aménagé dans l'ancienne centrale électrique des carrières de Sprimont.

## Héraldique
|  | La commune possède des armoiries qui lui ont été octroyées le 10 octobre 1908. Sprimont était historiquement une partie du Duché de Limbourg et les armoiries montrent donc le lion de Limbourg. Le plus vieux sceau du conseil de Sprimont date du XIIIe siècle et ne montre qu'un écu avec un lion. Aux XVIe et XVIIe siècles, la couronne sur le lion a disparu et fût restaurée en 1780. Blasonnement : D'argent au lion de gueules, couronné, armé et lampassé d'or. Source du blasonnement : Heraldy of the World. |

## Politique et administration

### Conseil et collège communal 2024-2030
| Collège communal  |                  |                           |
| ----------------- | ---------------- | ------------------------- |
| Bourgmestre       | Luc Delvaux      | MR - Liste du Bourgmestre |
| 1er Échevin       | Pierre Frankinet | Liste du Bourgmestre      |
| 2e Échevine       | Laure Malherbe   | Liste du Bourgmestre      |
| 3e Échevin        | Christian Moray  | MR - Liste du Bourgmestre |
| 4e Échevine       | Pascale Ummels   | MR - Liste du Bourgmestre |
| 5e Échevin        | Amaury Masson    | Liste du Bourgmestre      |
| Président du CPAS | Joseph Ponthier  | Liste du Bourgmestre      |

- Majorité : Liste du Bourgmestre 15 sièges.
- Minorité : ECOLO 5 sièges, PS 4 sièges et MCS CITOYEN 5 sièges.

## Patrimoine et culture

### Patrimoine architectural et sites

#### Patrimoine classé
- Voir la liste du patrimoine immobilier classé de Sprimont.
- Musée de la Pierre à Sprimont.
- Maison forte de Damré.
- Tour de la Dîme à Louveigné.
- Chapelle du Troleu à Louveigné.
- Chapelle Saint-Hubert et Sainte-Vierge de Blindef.
- Château des Maîtres de Forges à Chanxhe.
- Château d'Andoumont.
- Site de la Roche sanglante à Florzé.
- Vestiges archéologiques du lieu-dit Sous-les-Fays à Chanxhe.

#### Autres sites
- Rouvreux, Fraiture et Lincé : villages construits en grès jaune et ocre appelé localement pierre d'avoine.
- Grotte de Belle-Roche à Fraiture (en instance de classement).
- Château de Florzé.
- Château de Gomzé.
- Partie nord du Vallon des Chantoirs.
- Sanctuaire de Notre-Dame de Banneux.

### Culture

#### Films tournés à Sprimont
- 2009 : Sœur Sourire de Stijn Coninx
- 2012 : Pierre Marteau Ciseau, court métrage d'animation réalisé par l'asbl Esquisses et l'asbl Caméra-etc

## Économie

### Sociétés
- Eloy.
- Sprimoglass.
- Depuis 2001, Gicopa produit à Sprimont des friandises dont les violettes de Liège.

## Sports et vie associative

### Sports
Basket-ball :
- Point Chaud Sprimont.

Football :
- Royal Sprimont Comblain Sport ;
- Royal Fraiture Football Club.

Handball :
- Handball Club Sprimont.

## Personnalités liées à Sprimont
- Jean-Hubert Pahaut dit le Roi Pahaut, né à Ogné en 1835, syndicaliste
- Henri Simon, né à Sprimont en 1856, écrivain.
- Eugène Dodeigne, né à Rouvreux en 1923, sculpteur.
- Claude Ancion, Philippe Henry, Thierry Giet, hommes politiques.
- Philippe Léonard, ancien joueur de football.
- Steve Darcis, joueur de tennis.